# Самуель-Кароль Корецький

Варіант гербу Погоня

Самуель-Кароль Корецький, Самійло Кароль Корецький (1621/бл. 1621 — 12 лютого 1651) — князь з роду Корецьких, державний та військовий діяч Речі Посполитої, староста ропчицький.

## Життєпис
Народився 1621 року. Батько — князь Карл Іван Корецький (Карл Самійло), мати — Анна Потоцька, донька кам'янецького каштеляна Андрія Потоцького, вдова руського воєводи Станіслава Гольського та князя Костянтина Заславського (син Януша Янушовича Заславського); померла 1623 року.
Навчався у Ґраці (1634), Падуї (1641). Виставив полк з 400 коней у битві з татарами під Охматовим 30 січня 1644 року. В серпні-жовтні 1644 на чолі приватного війська здійснив похід на степове Побужжя проти татар. Цьому походу був присвячений анонімний польськомовний твір «Pogonia Ochotney Wypráwy do Obozu y w DzikiePola Iáśnie Oświeconego Kśiążecia Samuela Karola na Korcu Koreckiego etc». У 1647 році заставив свої іллінецькі маєтки Стефану Чарнецькому за 40 000 польських злотих на 3 роки.
9 вересня 1648 привів до табору регіментарів полк з 900 вояків з яким брав участь у битві під Пилявцями 20 вересня того ж року. Під час припинення бойових дій мешкав у корецькому замку. В першій половині липня 1649 року король наказав йому приєднатись до військ брацлавського каштеляна Ґабріеля Стемпковського. Наприкінці липня 1649 прибув до королівського табору під Сокалем зі своїм загоном. 15 серпня 1649 року брав участь у битві під Зборовом, під час якої натиск Кантемира-мурзи відкинув передню сторожу королівського війська, яке очолював Самуель-Кароль Корецький. Після чого воював на лівому крилі польського війська, під ним вбили коня.
У день свого другого шлюбу захворів і, правдоподібно, помер через шість днів 12 лютого 1651 року.

### Сім'я
Був одружений із:
- Маріанною (Марціяною[5]) з Бобрку Ліґензянкою, вдовою Яна Карла Тарла, шлюб уклали 1645 року
- Зофією Людвікою з Опалінських (†1657), вдовою великого коронного гетьмана Станіслава Конєцпольського, шлюб уклали 6 лютого 1651 року. Дітей в шлюбах не мав.